# Chrysler Centura
La Centura è un'autovettura mid-size prodotta dalla Chrysler dal 1975 al 1978 in Australia. Era basata sulla Chrysler 180 e ne vennero prodotti 19.770 esemplari. La vettura fu commercializzata in due serie, KB e KC.

## Lo sviluppo
Per poter permettere l'installazione del lungo motore a sei cilindri Hemi Six, gli ingegneri della Chysler pensarono di modificare il corpo vettura della Chrysler 180 accorciandone il gruppo motopropulsore. Alla fine decisero invece di allungare il muso. In questo modo i progettisti vollero dare al modello una linea più aggressiva. Per renderla adatta al mercato australiano, l'assemblaggio fu reso più economico possibile. Inoltre furono modificati la calandra, i fanali e il cofano.

## Storia

### La Centura KB
La Centura KB, che fu la prima commercializzata dalla Chrysler, era disponibile con un motore SIMCA a quattro cilindri in linea da 1.981 cm³ di cilindrata e 122 CV di potenza oppure con un propulsore a sei cilindri in linea Hemi Six da 3.523 o 4.014 cm³ fabbricato in Australia che erogava, rispettivamente, 142 CV o 167 CV. Il cambio poteva essere manuale a tre o quattro rapporti o automatico a tre marce. La Centura KB era venduta negli allestimenti XL e GL. L'allestimento GL era quello con un equipaggiamento migliore dato che comprendeva, ad esempio, il contagiri, l'orologio e la spia della riserva della benzina. Quest'ultima era rara per un modello del 1975. Tale serie di Centura possedeva anche un impianto di ventilazione a due velocità. I freni anteriori erano a disco, mentre quelli posteriori erano a tamburo. Lo sterzo era a cremagliera e non era prevista la servoassistenza.

### La Centura KC
La Centura KC, che fu prodotta dal giugno del 1977 alla fine del 1978, fu disponibile solo con il motore da 4 L. Quest'ultimo, però, era offerto in due versioni che si differenziavano per il rapporto di compressione (7,6:1 e 9:1). La vettura fu modificata ed ora possedeva delle caratteristiche che la facevano assomigliare maggiormente ai modelli australiani contemporanei. La KC era offerta negli allestimenti GL e GLX.